# Вальтер Брайскі
Вальтер Брайскі (нім. Walter Breisky; 8 липня 1871, Берн — 25 вересня 1944, Клостернойбург) — австрійський політик, 4-й Федеральний канцлер Австрії.
Як член Християнської соціалістичної партії займав посади Віцеканцлера та міністра внутрішніх справ Австрії з 1920 до 1922 року. Лише упродовж одного дня у 1922 році займав пост Федерального канцлера країни. Після цього був призначений президентом Державного комітету статистики, цю посаду він обіймав з 1923 по 1931 рік.